# Дом Меликова (Баку)
Дом Меликова (азерб. Tiqran Məlikovun evi) — жилой дом-памятник архитектуры, расположенный на пересечении улиц Ислама Сафарли и Ази Асланова в городе Баку, Азербайджан. Дом был построен между 1895 и 1897 годами по заказу Тиграна Меликова, сына армянского промышленника Амбарцума Меликова. Это первое здание, построенное в готическом стиле в Баку, а также первый проект Иосифа Гославского выполненный по заказу.

## Архитектурные особенности
Трехэтажное здание композиционно вписывается в архитектурный план города Баку, составленный в 1813 году. Особняк был первым зданием Баку, которое было построено в готическом стиле немецкого варианта.
Одновременно с строительством особняка архитектором Адольфом Эйхлером готовился план строительства лютеранской церкви. Церковь также была спроектирована по традициям немецкой готики.
Главный фасад подчеркнут эркером с балконом и завершается характерным фронтоном, завершающимся крестоцветом. Фронтон украшен каменным вензелем. Парные, рельефно выраженные окна, несут художественную функцию. Изысканно прорисована парадная лестница, интерьеры парадных помещений и входная дверь с ажурной металлической решеткой. В работе над фасадом здания Гославский якобы последовал примеру флорентийских дворцов. Пластика каменных деталей, облагороженных готическими формами, легла в основу объемной композиции жилого дома, который вошёл в структуру предметно-пространственной среды окружающей застройки как памятник архитектуры города в этом стилевом направлении.

## Галерея
- Дом Меликова
- Фронтон с вензелем
- План дома Меликова